# Chalepogenus luciane
Chalepogenus luciane là một loài Hymenoptera trong họ Apidae. Loài này được Urban mô tả khoa học năm 1996.